# Citrus unshiu
Citrus unshiu, el unshu mikan (温州蜜柑 Unshū mikan?), es una especie arbórea de la familia Rutaceae o a su fruto. Es habitual que se lo llame simplemente Mikan.
Sus características son similares a las de Citrus reticulata pero son especies diferenciadas. Se comercializan bajo el nombre de satsumas.
Es un cítrico representativo de la cultura de Japón, y es habitual encontrarlo sobre la mesa en los períodos invernales. Mikan (蜜柑?) quiere decir "cítrico dulce" en japonés.

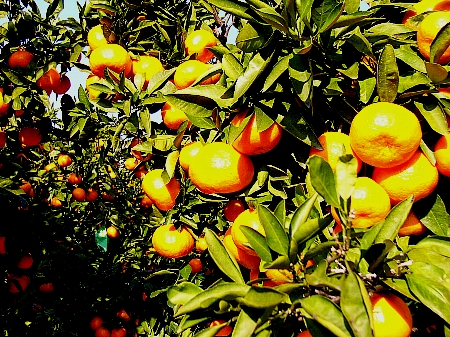
Frutos de Unshū Mikan.

## Orígenes
El nombre de "unshu" hace referencia a la Ciudad de Wenzhou, en la República Popular China, una importante zona productora de cítricos. Sin embargo, la especie es considerada originaria de Japón. Cuando se importó a occidente se hizo desde la Prefectura de Kagoshima, a pesar de que no es originaria de ahí.

## Cultivo
El unshu mikan es cultivado principalmente en las zonas cálidas ubicadas hacia el sur de la Región de Kanto. A pesar de que los climas cálidos son ideales, es entre los cítricos, junto a la fortunella, una de las variedades más resistentes al frío. A mediados de la primavera el árbol se llena de flores blancas de cinco pétalos y aproximadamente 3 cm de diámetro. El árbol alcanza alturas que oscilan entre los 2 y 4 m.
En la española provincia de Valencia se cultiva bastante esta variedad de mandarinas, pero se destina preferentemente al mercado de zumos. 

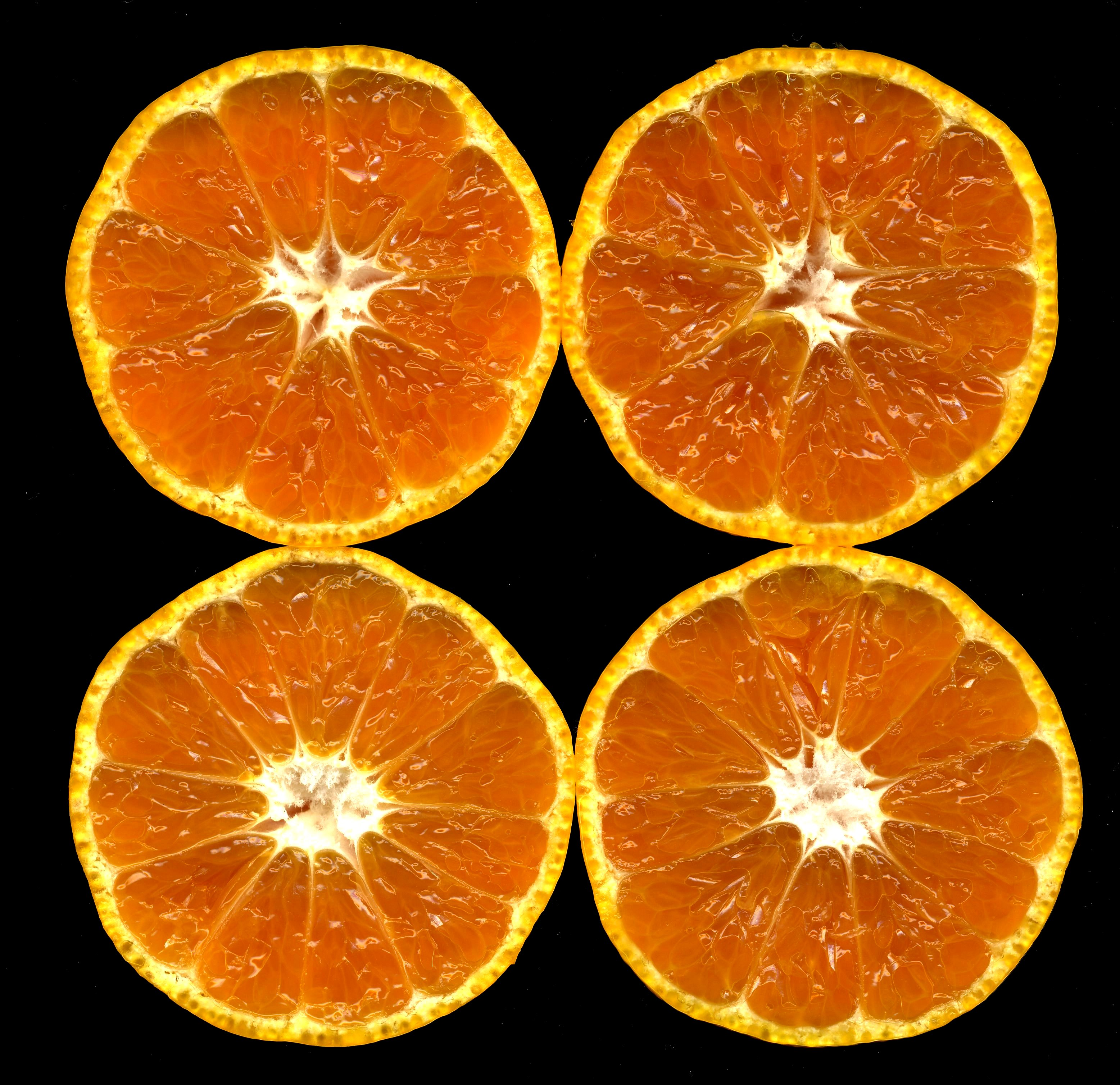
Corte transversal.

La época de maduración varía desde fines del verano a fines del otoño, dependiendo de la variedad. El fruto, de unos 5 a 7,5 cm de diámetro, va cambiando su color de verde a anaranjado, momento en el que alcanza su madurez.